# Эмар VI (граф Валентинуа)
Эймар VI де Пуатье (фр. Aymar VI de Poitiers), по прозвищу Толстый (le Gros; 1322 — 1374) — граф Валентинуа и Диуа, сеньор Толиньяна, Сен-Валье и т. д., губернатор Дофинэ в 1349—1355 годах, ректор Конта-Венессен с 1372 года. Сын Луи I де Пуатье-Валентинуа (погиб в октябре 1345) и его жены Маргариты де Вержи, дамы де Вадан.

## Биография
В 1349—1355 годах губернатор Дофинэ. Дофин Карл обвинил его в том, что передача сеньории Фосиньи графу Савойи Амедею VI (по Парижскому договору от 5 января 1355 года) была оформлена в интересах последнего, и Эймара VI де Пуатье приговорили к уплате крупной компенсации (уплачена его наследником в начале XV века).
Женился 13 декабря 1344 года на Аликс де Бофор (ум. не ранее 1390), племяннице папы Клемента VI. Их брак был бездетным.
В 1347 году взятием замка Крест одержал окончательную победу в войне с епископами Валанса и Ди («Guerre des Episcopaux»), начатую ещё его предшественниками.
В 1348 году владения Эймара пострадали от эпидемии чумы.
С 1372 года ректор папского графства Конта-Венессен, получил эту должность от Григория XI — брата своей жены.
Желая подчеркнуть независимость своих графств как от Франции, так и от Святого престола, добился от императора Карла титула имперского викария в королевстве Арелат.
В завещании, составленном 9 февраля 1371 года, назначил наследником своего двоюродного брата — Луи II де Пуатье-Валентинуа (1354—1419).
Умер между 23 марта и 10 августа 1374 года.